# Sirpa Jalkanen
Sirpa Tuulikki Jalkanen, född 28 februari 1954 i Helsingfors, är en finländsk läkare.
Jalkanen blev medicine och kirurgie doktor 1983, var 1989–1994 forskare vid Finlands Akademi och 1992–1997 specialforskare vid Folkhälsoinstitutet. Hon blev 1996 akademiprofessor och 1997 professor i immunologi vid Helsingfors universitet.
Hon har bedrivit forskning om leukocyternas migration i organismen och tilldelades Matti Äyräpää-priset 2008. År 2015 utnämndes hon till hedersdoktor vid Östra Finlands universitet. År 1998 utnämndes hon till ledamot av Finska Vetenskapsakademien.